# Kurt Wegner (Politiker, 1898)
Kurt Wegner (* 2. Juli 1898 in Berlin; † 21. Februar 1964 ebenda) war ein deutscher Politiker (SPD).

## Leben und Wirken
Nach dem Besuch der Volksschule erlernte Wegner das Modelltischlerhandwerk. Von 1916 bis 1918 nahm er am Ersten Weltkrieg teil. Nach seinem Ausscheiden aus der Armee 1919 wurde Wegner Verlagsbuchhändler.
Politisch engagierte Wegner sich in der SPD. 1924 wurde er zum SPD-Parteisekretär in Sommerfelde berufen. Später ließ er sich in Cottbus nieder, wo er dem Stadtrat angehörte und von 1927 bis 1933 den Posten des Chefredakteurs der Märkischen Volksstimme innehatte. Von 1931 bis 1932 saß Wegner im Preußischen Landtag.
Von Juli bis November 1932 saß Wegner als Abgeordneter im Reichstag.

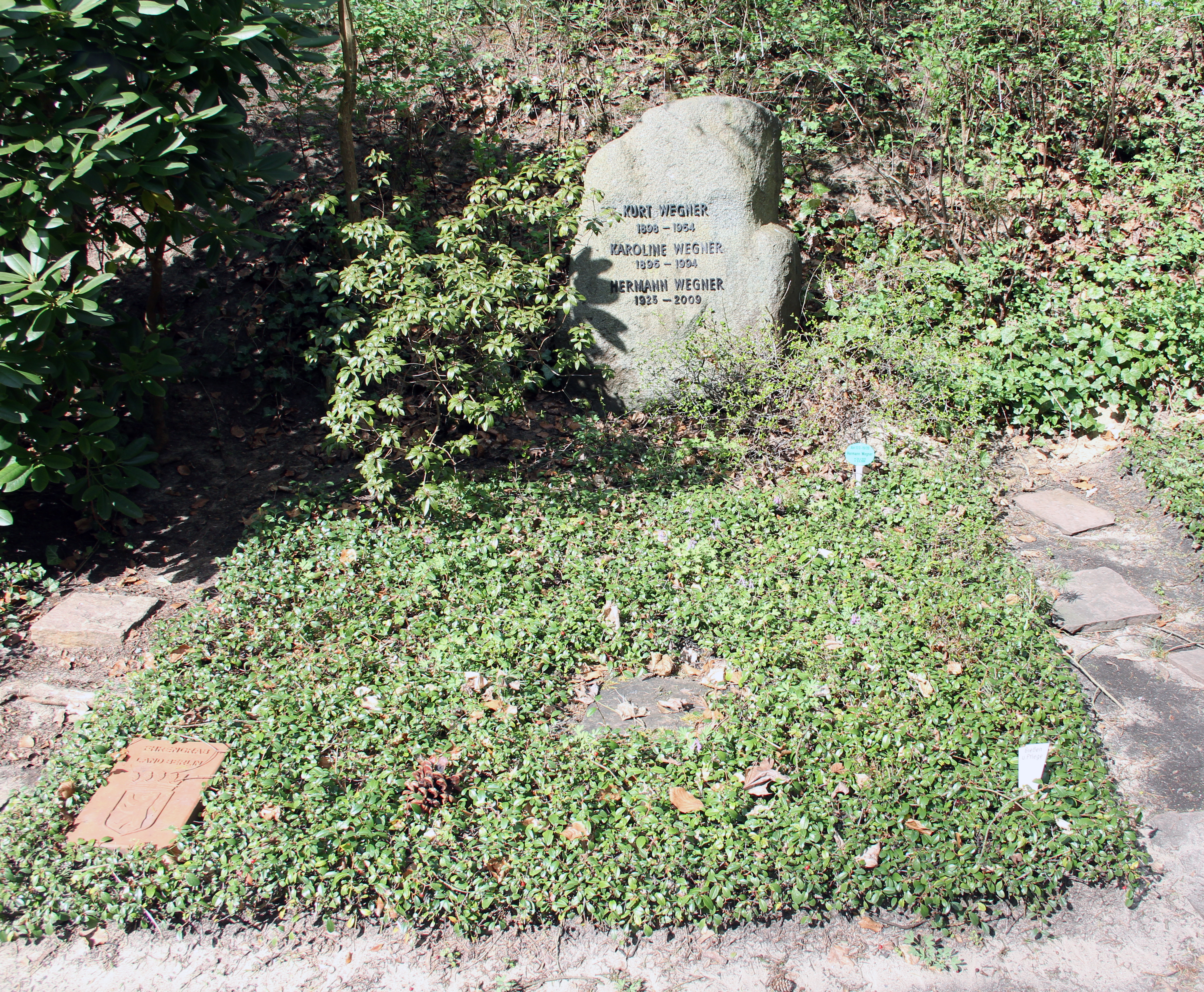
Grab von Kurt Wegner auf dem Friedhof Heerstraße in Berlin-Westend, hier noch mit Ehrengrab-Markierung (2015)

Nach der nationalsozialistischen „Machtergreifung“ musste Wegner seine Tätigkeit als Politiker und Redakteur aufgeben. Mit seiner Frau und seinem Sohn zog er sich bis 1945 nach Eichwalde zurück.
Nach dem Krieg trat Wegner wieder in die SPD ein. Er wurde Vorsitzender des SPD-Ortsvereins von Eichwalde und Bürgermeister der Gemeinde. 1949 floh Wegner nach West-Berlin, um sich der bevorstehenden Verhaftung durch die Behörden der Sowjetischen Besatzungszone zu entziehen. 1954 wurde er in Berlin-Charlottenburg zum Bezirksstadtrat für Personal und Verwaltung und stellvertretenden Bezirksbürgermeister gewählt. 1958 rückte er schließlich zum Bezirksbürgermeister auf. Dieses Amt übte er bis zu seinem Tod aus.
Kurt Wegner starb im Februar 1964 im Alter von 65 Jahren nach einer Gallenoperation in Berlin. Sein Grab befindet sich auf dem Friedhof Heerstraße in Berlin-Westend (Grablage: 12-D-19/20). Die letzte Ruhestätte von Kurt Wegner war von 1965 bis 2017 als Ehrengrab des Landes Berlin gewidmet.